# XDCAM

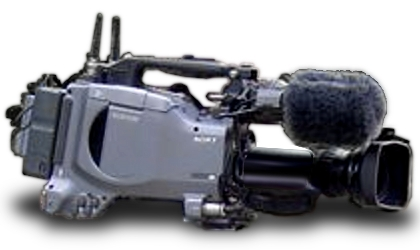
Sony PDW-510 XDCAM攝影機

XDCAM為Sony在2003年所推出的無影帶式專業錄影系統。2003年10月開始發售SD系統商品，2006年4月開始發售HD系統。
XDCAM的首兩代XDCAM及XDCAM HD，使用Professional Disc作儲存媒體，媒體和Blu-ray Disc相似及同樣可儲存23 GB（PFD23，單面）或50 GB（PFD50，雙面）數據。第三代XDCAM EX，使用固態SxS記憶卡。在2008年，JVC宣佈和Sony結盟支援XDCAM EX格式。
為直徑12公分的光碟（付卡式外殼），與藍光光碟使用相同波長的405奈米的藍光雷射。記錄格式為MPEG-2（MPEG IMX與MPEG HD）與DVCAM，與BDMV（BD-Video（藍光光碟消費級影像格式）沒有互換性。
XDCAM產品範圍包括了攝影機和錄影機，作為突發取代傳統錄影機的格式，容許XDCAM光碟可以應用在傳統影帶式的工作流程。其錄影機亦可作為隨機存取磁碟機，以IEEE 1394及以太網等途徑容易匯入錄像到非線性編輯系統。所以與過去使用影帶的錄影機系統比起來，進行非線性編輯更容易。

## 壓縮方式
XDCAM格式使用數種不同的壓縮方式和儲存格式。雖然DVCAM及IMX獨立型號有提供，很多標清XDCAM攝影機可簡易切換IMX至DVCAM等格式。

### IMX（MPEG IMX）
IMX容許錄影標清視訊，使用MPEG-2編碼，位元率達30、40或50 Mbit/s。
MPEG IMX不使用暫時壓縮，這可適合作剪接格式。50 Mbit/s的品質在視覺上可和Digital Betacam比較，及常作電視製作用途，主要是電子新聞採集，因在實際上色彩解像度（DigiBeta的10位元對IMX的8位元）和更低壓縮比比Digital Betcam更好。

### DVCAM（DV25）
DVCAM使用標準DV編碼，位元率高達25 Mbit/s，相容於大部分DV剪接系統。

### XDCAM HD（XDCAM HD420, MPEG HD420）
XDCAM HD支援多種品質模式。HQ模式位元率可達35 Mbit/s，使用可變動位元率（VBR）MPEG-2長GOP式壓縮。可選的18 Mbit/s（VBR）及25 Mbit/s（CBR）模式可增加錄影時間，相對地減少視訊品質。

### XDCAM HD422（MPEG HD422）
第三代XDCAM使用4:2:2抽樣的MPEG-2編碼，比以往的格式有雙倍色度解像度。為可容納更細緻的色度，最大位元率增加至50 Mbit/s。
2008年後期，Sony推出了PDW-700攝影機及PDW-HD1500半體積錄影機。同時，Sony亦藉着免費韌體升級，擴展XDCAM HD422支援至PDW-U1錄影機。

### XDCAM EX
索尼公司于2007年11月发布了XDCAM EX标准和PMW-EX1摄影机。该标准使用同XDCAM相似的编码格式，只是存储介质换成了SxS内存卡。该标准能够以25Mbit/s的固定码率存储标清格式（1440x1080）或以35 Mbit/s的浮动码率存储高清格式（1920x1080）的视频。相比于XDCAM标准的MXF文件格式，已编码的视频存储为MP4格式。两个标准在封装文件上规格的不同意味着在XDCAM EX格式发布之初，既存编辑软件对于XDCAM HD的编解码器无法处理XDCAM EX的编码。使用SxS内存卡时，由于文件系统为FAT32格式，单条长视频编码后会被分割成一系列不超过4GB（更确切的说，3.49GB）的文件（折合约13分钟的高清或约19分钟的标清素材）。
PMW-EX1摄影机搭载3块1/2英寸、分辨率超过两百万像素、代号“Exmor”的CMOS传感器。该机型在全美广播工作者协会（NAB）2007年展会上首次展出。该机在使用SxS固态存储内存卡时，使用4:2:0 MPEG-2 Long-GOP编码，但是其内部色度抽样实为4:2:2，并且可以在HD-SDI接口上实现4:2:2抽样的输出。XDCAM EX1被索尼定位为CineAlta系列（索尼的高清电影摄像机系列）产品的一款设备，它提供丰富的帧数模式，可以实现从60帧/ 秒（在1080p模式下30帧/秒）到间隔拍摄。
在2008年4月，索尼在XDCAM EX产品线推出了一款新的可更换镜头的摄影机，PMW-EX3。EX3在内部设计上和EX1并无二致，在外观上改用了肩托支撑设计（也许可以理解为向佳能XL系列的外型致敬？），并增加了可选外挂硬盘系统。相应的，售价相对于EX1大幅度提升。
在2008年12月，JVC首次推出了自己的SxS存储介质产品，数码摄像机转录适配器KA-MR100G。MR100可以匹配JVC Pro HD系列摄像机（GY-HD200及后继机型），驳接于电池和机身之间。MR100允许摄像机通过一条68针的排线将视频以XDCAM EX格式记录于SxS卡上。JVC已将KA-MR100G作为GY-HM700等型号的选购配件，为JVC用户提供一整套新的固态存储方案。

### 代理串流
低解像度的代理串流（proxy stream）以1.5 Mbit/s MPEG-4視訊及每聲道64 kbit/s音訊儲存。其解像度為CIF大小。

### SxS固態記憶體（XDCAM EX）

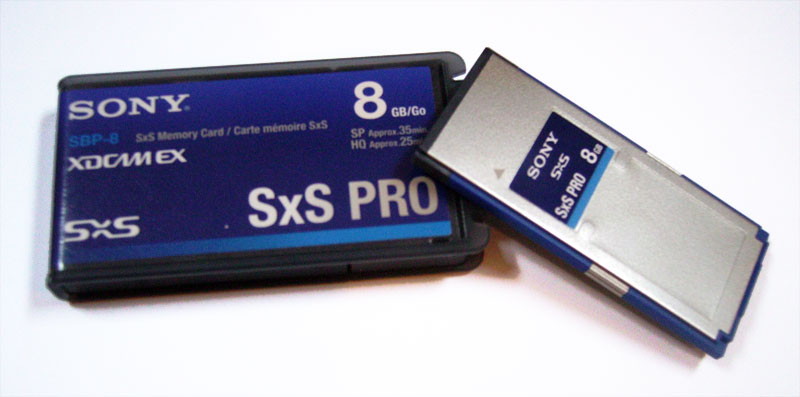
用於XDCAM EX的SxS組件

## 儲存媒體

### Professional Disc

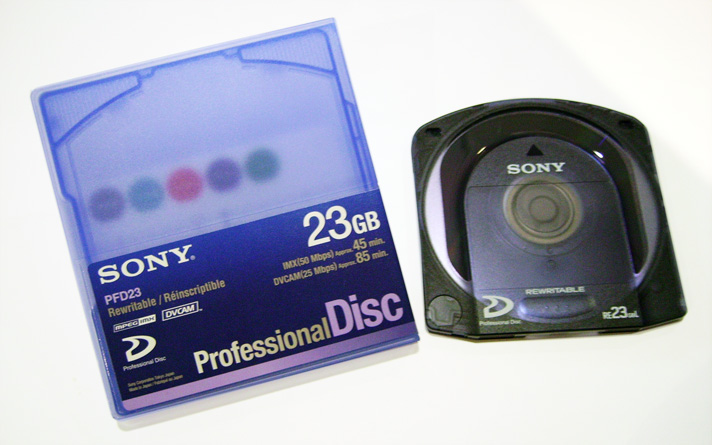
Professional Disc

Sony採用Professional Disc作為專業非線性視訊拍攝的媒體有很多原因，列明在白皮書Why Sony Adopted Professional Disc。

## 沿革
- 2007年4月15日，於全美廣播事業者聯盟年會上，發表了記憶媒體為「SxS Memory Card」（SONY和SanDisk聯合開發之快閃記憶體）之「XDCAM EX」試作機，以及對應雙層Professional Disc之XDCAM[1]。

## 關聯項目
- HDCAM
- Betacam
- Handycam

## 注解
1. ↑  （页面存档备份，存于） （页面存档备份，存于）  （页面存档备份，存于） - Tech-On! 2007年4月16日

## 外部連結
- Sony影像製作&編輯器材 （页面存档备份，存于）